# АНО Дальневосточные леопарды
АНО «Евроазиатский центр сохранения дальневосточных леопардов» (АНО «Дальневосточные леопарды») — российская автономная некоммерческая организация, деятельность которой направлена на изучение, сохранение и восстановление популяции дальневосточного леопарда. Создана в 2011 году по инициативе Сергея Иванова (в настоящее время — специальный представитель Президента Российской Федерации по вопросам природоохранной деятельности, экологии и транспорта).

## Деятельность
Основная цель организации — создать комплекс эффективных природоохранных мер, направленных на увеличение и стабилизацию численности популяции дальневосточного леопарда, сохранение естественных местообитаний этого животного.
Организация инициировала продолжение работы по созданию трансграничного российско-китайского резервата, сохраняющего дальневосточного леопарда и амурского тигра. В национальном парке «Земля леопарда», в его охранной зоне и в биосферном заповеднике «Кедровая падь» действует сеть из 350 автоматических камер-фотоловушек, приобретенных с помощью АНО «Дальневосточные леопарды». Площадь, охваченная сетью фотоловушек, составляет 360 тыс. га – на 2018 год это самая масштабная в России сеть камер. АНО «Дальневосточные леопарды» оказывает поддержку научным исследованиям, ведущимся в этой сфере.
Средства, выделенные АНО «Дальневосточные леопарды» для приобретения кормов для диких копытных, организацию подкормочных площадок и солонцов, наряду с поддержкой мероприятий по борьбе с браконьерством позволили существенно поднять численность этих животных на территории национального парка «Земля леопарда» и сопредельных землях. В свою очередь это способствовало росту группировок дальневосточного леопарда и амурского тигра на юго-западе Приморского края.
В марте 2016 года на автотрассе, разделяющей национальный парк «Земля леопарда» и заповедник «Кедровая падь», начал функционировать построенный при поддержке АНО «Дальневосточные леопарды» Нарвинский автодорожный тоннель. Это первый в России тоннель, построенный с целью минимизации воздействия автотрассы на популяции диких животных.
В 2017 году в посёлке Барабаш Приморского края была открыта новая центральная усадьба национального парка «Земля леопарда» – комплекс зданий, построенных по специальному проекту в рамках федеральной адресной инвестиционной программы. АНО «Дальневосточные леопарды» внесла существенный вклад в решение вопросов проектирования и контроля хода строительства.
АНО «Дальневосточные леопарды» оказала поддержку телеканалу «Живая Планета» в съемках документального фильма «Лео80. Судьба одного леопарда».
При поддержке АНО «Дальневосточные леопарды» в Москве в 2017 году в парке «Красная Пресня» впервые прошел экологический фестиваль «День леопарда», который за один день посетило более 30 тыс. человек.
Южноафриканский художник-граффитист Sonny, приглашенный АНО «Дальневосточные леопарды» в содружестве с Международным фондом защиты животных (IFAW),  в 2017 году создал во Владивостоке граффити – портрет дальневосточного леопарда. Работа стала одной из новых достопримечательностей города.
В 2018 году АНО «Дальневосточные леопарды» начало работу по поддержке юннатского движения в России для сохранения и развития опыта подготовки биологов-натуралистов. Эта поддержка включает совершенствование федерального законодательства,  расширение возможностей детских биологических кружков в области лабораторных и полевых занятий, привлечение к их работе новых преподавателей из числа высококвалифицированных биологов и натуралистов, в том числе работников заповедных территорий.
АНО «Дальневосточные леопарды» работает в партнерстве с представителями экологически ответственного бизнеса, среди которых - Газпромбанк, СОГАЗ, Сбербанк, СУЭК, авиакомпания «Россия» и другие.

## Международное сотрудничество
С 2019 года АНО «Дальневосточные леопарды» является членом IUCN.
С 2019 года АНО «Дальневосточные леопарды» развивает сотрудничество с КНР в области сохранения редких видов животных. 26 февраля 2019 года в г. Чанчунь на встрече, организованной при поддержке АНО «Дальневосточные леопарды», подписан Меморандум между Объединенной дирекцией государственного природного биосферного заповедника «Кедровая падь» и национального парка «Земля леопарда» (Россия) и Администрацией Северо-Восточного национального парка тигра и леопарда (КНР).
АНО «Дальневосточные леопарды» взаимодействует с рядом международных общественных экологических организаций, таких как IFAW и WWF, а также с рядом признанных международных экспертов в области сохранения биоразнообразия. При их участии организация формирует международный экспертный совет по вопросам сохранения популяций диких кошачьих.
В 2014 году «Дальневосточные леопарды» организовала комплекс мероприятий, связанных с участием Российской Федерации в 4-м Всемирном конгрессе по особо охраняемым природным территориям, который прошел 12-19 ноября 2014 года в Сиднее.

## Ключевые фигуры
- Председатель Наблюдательного совета — Сергей Борисович Иванов, специальный представитель президента Российской Федерации по вопросам природоохранной деятельности, экологии и транспорта.
- Генеральный директор — Елена Викторовна Гангало[20][21].